# Nefelin
Nefelin je mineral iz grupe aluminosilikata s molekularnom formulom KNa3(AlSiO4)4. Nastaje iz kiselih magmi u pozamakloj fazi njene diferencijacije kada generalno kisela magma oskudjeva silikatnim sadržajem i nije u stanju da izrodi feldspatne minerale, već gradi feldspatoide (alumosilikate sa smanjenim sadržajem silikatne komponente). U takvim uvjetima umjesto albita kristalizire nefelin, ili umjesto ortoklasa — leucit. Najčešće se koristi se u industriji stakla.